# Medaglia per lo sviluppo della Siberia e dell'Estremo Oriente
La medaglia per lo sviluppo della Siberia e dell'Estremo Oriente (in russo Медаль «За развитие Сибири и Дальнего Востока»?) è un premio statale della Federazione Russa.

## Storia
La medaglia è stata istituita con decreto del Presidente della Federazione Russa del 29 agosto 2022 n. 587 "Sull'istituzione della medaglia per lo sviluppo della Siberia e dell'Estremo Oriente".

## Assegnazione
La medaglia viene assegnata ai cittadini russi per premiare servizi allo sviluppo della Siberia e dell'Estremo Oriente anche nei campi dell'edilizia statale, dell'economia, della produzione industriale, dei trasporti, dell'energia, delle infrastrutture dell'informazione e delle telecomunicazioni, dell'agricoltura, della scienza e della cultura, dell'arte, dell'istruzione, della sanità, della sicurezza ambientale e di altri settori.
La medaglia può essere assegnata ai cittadini stranieri per premiare servizi speciali nello sviluppo della Siberia e dell'Estremo Oriente.
La medaglia viene indossata sul lato sinistro del petto e, in presenza di altre medaglie della Federazione Russa, viene posta dopo la medaglia per i contributi alla conquista dello spazio. Per le occasioni speciali e l'abbigliamento civile quotidiano è possibile indossare una copia in miniatura della medaglia da porre dopo la copia in miniatura della medaglia per i contributi alla conquista dello spazio. Quando si indossa un'uniforme, il nastro della medaglia per lo sviluppo della Siberia e dell'Estremo Oriente viene posto su una barra dopo il nastro della medaglia per i contributi alla conquista dello spazio.

## Insegne
La medaglia è realizzata in argento e ha la forma di un cerchio con un diametro di 32 mm. I contorni della medaglia sono delimitati da un bordo convesso su entrambi i lati.
Sul lato anteriore della medaglia è raffigurata una composizione che simboleggia lo sviluppo della Siberia e dell'Estremo Oriente. Sullo sfondo, in cima alla medaglia, è presente una collina contro la quale si trova la diga della centrale idroelettrica Sayano-Shushenskaya "Pyotr Stepanowycz Neporożni". Sul lato sinistro della medaglia vi sono una torre di trivellazione e una pompa petrolifera. In primo piano è presente una ferrovia che corre al centro dell'immagine stilizzata della taiga. Nella parte inferiore, lungo la circonferenza, è presente un'iscrizione in rilievo: "PER LO SVILUPPO DELLA SIBERIA E DELL'ESTREMO ORIENTE" (in russo: "ЗА РАЗВИТИЕ СИБИРИ И ДАЛЬНЕГО ВОСТОКА").
Sul retro della medaglia, sullo sfondo di un'immagine in rilievo del globo, sono presenti il contorno della Siberia e dell'Estremo Oriente e il numero della medaglia.
La medaglia, con l'aiuto di un occhiello e di un anello, è collegata a un blocco pentagonale ricoperto da un nastro di seta moiré verde chiaro con strisce bianche lungo i bordi e una striscia longitudinale gialla al centro. Il nastro è largo 24 mm mentre le strisce sono larghe 2 mm.
Il diametro della copia in miniatura è di 16 mm.